# Cecilia Caballero Navarro
Cecilia Susana Caballero Navarro es una deportista cubana que compitió en judo. Ganó tres medallas en el Campeonato Panamericano de Judo entre los años 1984 y 1986.

## Palmarés internacional
| Campeonato Panamericano | Campeonato Panamericano   | Campeonato Panamericano | Campeonato Panamericano |
| Año                     | Lugar                     | Medalla                 | Categoría               |
| ----------------------- | ------------------------- | ----------------------- | ----------------------- |
| 1984                    | Ciudad de México (México) | Medalla de bronce       | –66 kg                  |
| 1985                    | La Habana (Cuba)          | Medalla de bronce       | –66 kg                  |
| 1986                    | Salinas (Puerto Rico)     | Medalla de plata        | –66 kg                  |